# セウ寺院
セウ寺院（セウじいん、チャンディ・セウ、ジャワ語: ꦕꦤ꧀ꦝꦶꦱꦺꦮꦸ, Candhi Sèwu、尼: Candi Sewu）は、インドネシア中部ジャワ州クラテン県プランバナン地区に位置する、8世紀末の大乗仏教（密教）寺院である。1991年、プランバナン寺院群として国際連合教育科学文化機関（ユネスコ、UNESCO）の世界遺産（文化遺産）に登録された寺院遺跡の1つであり、プランバナン寺院遺跡公園（尼: Taman Wisata Candi Prambanan、英: Prambanan Archeological Complex Park）の北端にある。セウ寺院はインドネシアの仏教寺院として最大規模のボロブドゥール寺院に次ぐ大きさであり、寺院は、近隣のプランバナン寺院（ロロ・ジョングラン寺院）より以前のものとされる。

## 位置
ジョグジャカルタ特別州との境界にあり、ジョグジャカルタ特別州スレマン県のプランバナン地区にあるプランバナン寺院（チャンディ・プランバナン、尼: Candi Prambanan）、別名ロロ・ジョングラン寺院（チャンディ・ロロ・ジョングラン、尼: Candi Roro Jonggrang〈Candi Rara Jonggrang〉）の北北東1000-1100メートルに位置する。セウ寺院と近接してヒンドゥー教寺院であるプランバナン寺院があることは、これらの寺院が建立された時代にヒンドゥー教徒と仏教徒の共同体が併存していたことが示唆される。そして寺院複合体の規模において、セウ寺院が仏教信仰の要地としての役割を果たしたものと考えられる。この寺院はムラピ山の南東斜面と南部のグヌン・セウの山地の間に広がるケウ平原（プランバナン平野）に位置し、平原にはわずか数百メートルしか離れていない場所に多くの考古学的遺跡が点在する。これは、この地域が宗教的、政治的に重要な都の中心地であったことを示唆している。

## 名称
セウ寺院は、一般にジャワ語およびインドネシア語でヒンドゥー教・仏教寺院遺跡を意味するチャンディ（ジャワ語:  Candhi 、尼: Candi）により、チャンディ・セウと称される。セウ（Sèwu）はジャワ語で「千」の意で、寺院名のチャンディ・セウは「千の寺院」であり、「千仏寺」として知られる。複合体は240基におよぶ祠堂により構成されており、その名称は「多数」を意味するとされるほか、千体の仏像を安置した可能性も考えられる。また、地元ジャワの有名な伝承として知られるロロ・ジョングラン伝説にも由来する。
セウ寺院の当初の名称は、マンジュスリグラ（梵: mañjuśrīgṛha、「文殊師利祠堂」）であったと考えられている。1960年に発見されたケルラク碑文（クルラック碑文〈西暦782年〉）およびマンジュスリグラ碑文（マンジュシュリー・グリハ〈Manjusri grha〉刻文〈西暦792年〉）によれば、寺院のかつての名称はおそらくマンジュシュリー（梵: Mañjuśrī、文殊師利）に捧げられたマンジュスリグラ（文殊師利祠堂）、マンジュシュリー・グリハ（「文殊師利の家」（英: The House of Manjusri）、「文殊師利の住所」の意）であった。マンジュシュリー（文殊師利）は、大乗仏教の教えによる菩薩の一尊であり、超越した智慧（プラジュニャー〈梵: prajñā〉、般若）の象徴とされる。

## 歴史

### 建立

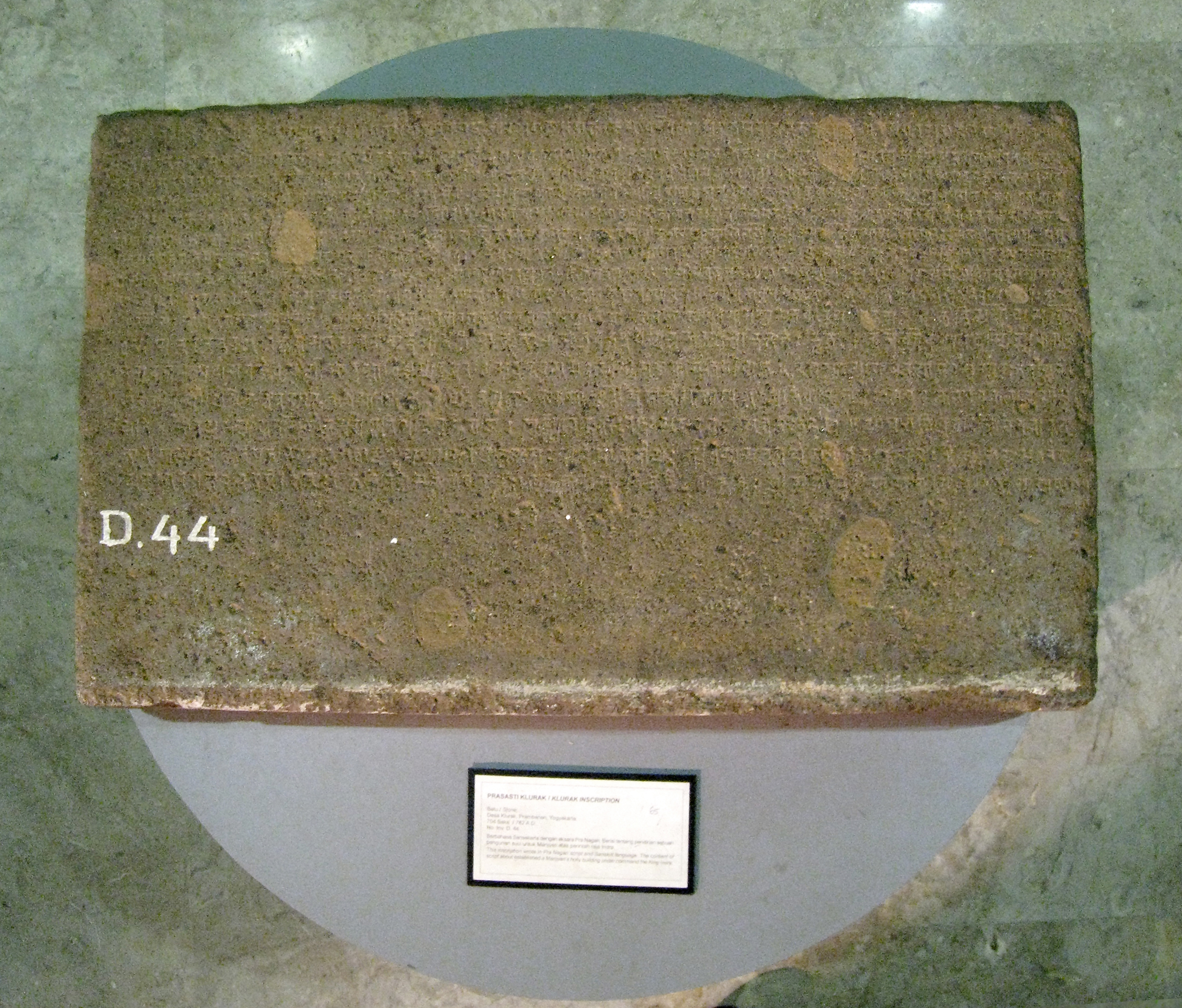
ケルラク碑文（西暦782年）

セウ寺院の南約500メートル (450m) に位置するルンブン寺院（チャンディ・ルンブン、尼: Candi Lumbung）の近郊より、西暦782年のケルラク碑文が発見され、碑文にはマンジュシュリー（文殊師利）像の奉献について記されていた。建立された寺院はルンブン寺院ないしセウ寺院を指すものと考えられるが、1960年にセウ寺院の南西側のプルワラ祠堂 (number 202) の階段の傍より発見された西暦792年のマンジュスリグラ碑文（「文殊師利祠堂」刻文）に、マンジュスリグラ（文殊師利祠堂）の増拡（マウルディ〈梵: mawṛddhi〉）について記されていたことから、782年に文殊師利が奉献されたのはセウ寺院であり、そのセウ寺院の主祠堂が、792年に増拡されたものとする説が有力である。
碑文の記述をセウ寺院であるとすると、セウ寺院は、古マタラム王国（サンジャヤ王統）の第2代王ラカイ・パナンカラン（760-780年頃）の治世が終わる8世紀末に、Śailendravaṃṣatilaka（英: the ornament of the Shailendra dynasty、「シャイレーンドラ王家の装飾」の意）であるシャイレーンドラ朝の王インドラ（ダラニンドラ）、即位名サングラーマダナンジャヤ（梵: Saṁgrāmadhanaṁjaya、782-812年頃）の命を受けた王師クマーラゴーシャ（梵: Kumāraghoṣa）がマンジュシュリー（文殊師利）像を奉献したことにより建立された。
これによりセウ寺院は、プランバナンの近隣のヒンドゥー教シヴァ派寺院であるプランバナン寺院より50-70年余り前、仏教寺院であるボロブドゥール寺院の当初の着工とほぼ同時代に創建され。マンジュスリグラ碑文により、その後792年に増拡によって改変されたものとされる。セウ寺院はケウ平原（プランバナン平野）の地域において最大の仏教寺院であり、マンジュスリグラ碑文は完成した寺院複合体の尖塔の美しさを讃えている。
セウ寺院の南300メートルに位置するブブラ寺院（チャンディ・ブブラ、尼: Candi Bubrah）と東300メートルに位置するガナ寺院（チャンディ・ガナ、尼: Candi Gana〈チャンディ・アスゥ、尼: Candi Asu〉）は、おそらくマンジュスリグラ複合体の前衛寺院としての役割を果たし、セウ寺院を囲む東西南北を守護していた。セウ寺院の北250メートルにロル寺院（チャンディ・ロル、尼: Candi Lor、西方にはクロン寺院（チャンディ・クロン、尼: Candi Kulon）の遺構も認められるが、それらの場所にはわずかな石材が残るのみであり、ともにほぼ消失した状態にある。

### 伝承

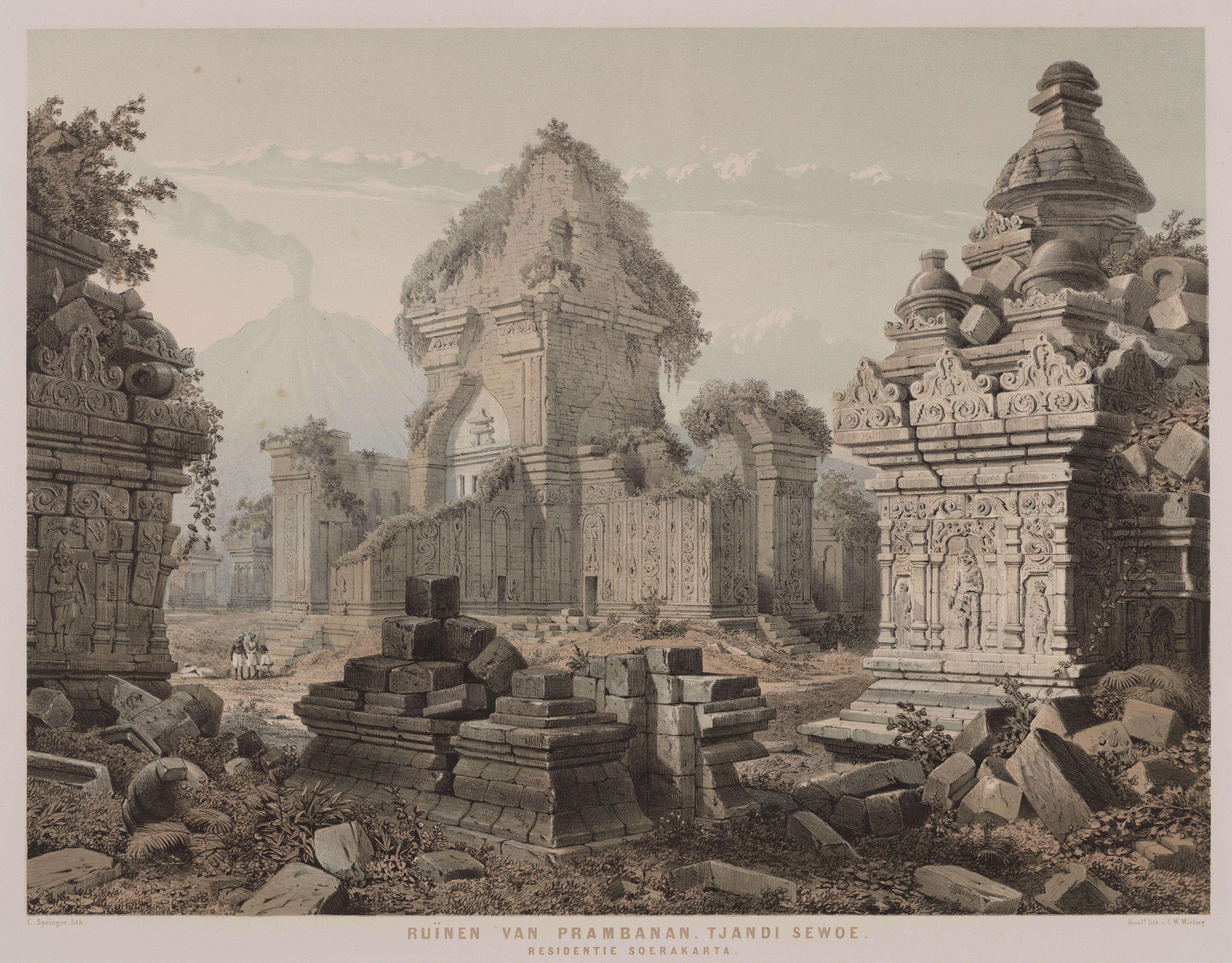
セウ寺院遺跡（1852年）

ムラピ山周辺の構造物は、火山活動の影響のもとに荒廃したが、寺院の遺構は地元のジャワ住人より完全に忘れ去られたわけではなかった。しかし、寺院の起源については謎に包まれていた。そして何世紀にもわたって村民により語り継がれた大男と呪われた王女の伝承が物語や伝説に取り込まれていった。プランバナン寺院とセウ寺院は超自然的な由緒を持つといわれ、ロロ・ジョングラン伝説において、それらの寺院はバンドゥン・ボンドウォソ (Bandung Bondowoso) の命のもと幾多の地の精霊により一夜にして建造され、その千番目となる寺院がセウ寺院であったとされる。このような物語により、遺跡には超自然的な霊的存在が出没すると信じていた地元の村民は、寺院の石材を一切持ち去らなかったことから、寺院はおそらくジャワ戦争（1825-1830年）に先立つ何世紀にもわたり保存されたものと考えられる。

### 再発見
1733年、マタラム王国の王パクブウォノ2世（在位1726-1749年）が、オランダ東インド会社（オランダ語: Verenigde Oost-Indische Compagnie、略称: VOC）のロンス (Cornelius Antonie Lons) にマタラムの中心地を通る旅行に向かうことを許した。この旅行におけるロンスの報告は、セウ寺院やプランバナン寺院について最初の記述があるものとして知られる。1806-1807年には、オランダの考古学者ヘルマン・コルネリウスがセウ寺院を発掘し、セウ寺院の主祠堂とプルワラ（尼: Perwara）と呼ばれる祠堂のリトグラフを初めて作成した。イギリスの短いオランダ領東インドの支配の後、スタンフォード・ラッフルズは、1817年の著書『ジャワ誌』（“The History of Java”）に、コルネリウスのセウ寺院の素描を掲載した。1825年頃には、ベルギーの建築家オーギュスト・パイエンが一連のセウ寺院の写像を作成している。
1825年から1830年にかけてのジャワ戦争の間に、寺院の石材の一部が運び去られ防備に使用された。その後の数年間も寺院は略奪の被害を受けた。仏像の多くは断首され、その仏頭が盗まれた。一部のオランダ人入植者は彫刻を盗んで装飾品として使用し、また地元のジャワ人はその礎石を建設資材として使用した。寺院の最もよく保存された浮き彫り、仏頭、それにいくつかの装飾が遺跡から持ち去られ、海外の博物館や個人の収集物となった。

### 調査・修復

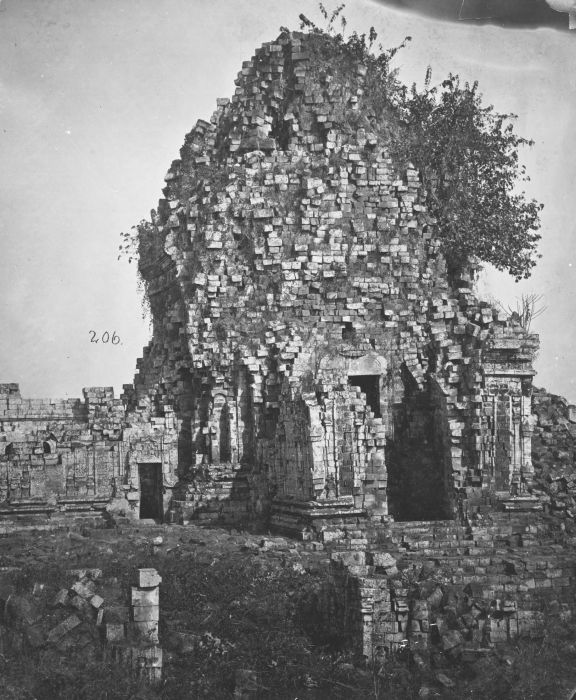
セウ寺院の主祠堂（1865年）撮影: ファン・キンスベルゲン

1867年の地震により主祠堂の円い屋蓋（屋根）は崩壊したが、ファン・キンスベルゲンが、それ以前のセウ寺院の遺構を撮影している。その後、1885年にアイゼルマンは、以前コルネリウスによって作成された寺院複合体の図面にいくつかの修正を加えて、寺院の状態に関する記録を作成した。そこには仏頭がいくつか失していたと記されるが、それらの仏頭はいずれも1978年までにすべて残らず遺跡より略奪されている。

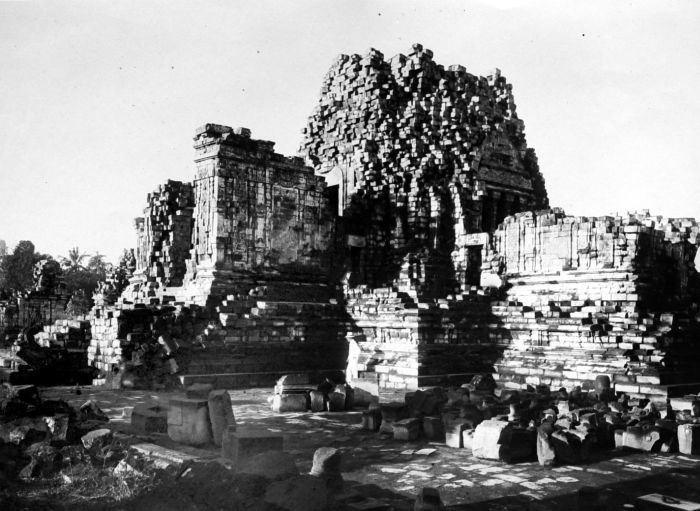
修復以前のセウ寺院主祠堂（1890-1930年）

1908年、ファン・エルプにより主祠堂が清掃され修復が開始され、その後、ドゥ・ハーン (De Haan) が、ファン・キンスベルゲンの写真を用いてプルワラ祠堂の復元作業を行なった。次いで1923年より、セウ寺院はクロムやストゥッテルハイムらの考古学者による研究の対象となり、1950年にはドゥ・カスパリス (Johannes Gijsbertus de Casparis) もこの寺院について研究している。そしていずれの考古学者も、寺院はおおよそ9世紀のうちに建立されたものであるとしていた。しかし、1960年に発見されたマンジュスリグラ碑文は、西暦792年のものであったことから、寺院はより早い8世紀末に建立されたと考えられる。1981年にかけて、ジャック・デュマルセ (Jacques Dumarçay) は寺院の綿密な調査を実施した。
20世紀初頭以降、寺院は徐々にかつ慎重に修復されているが、完全には復元されていない。何百基もの祠堂の遺構があり、その多くの石材は失われている。1927-1928年に主祠堂およびその他の祠堂の一部が修復され、1980年代になり大規模な修復工事が行なわれた。主祠堂の修復および東側の2基の祠堂は1993年に完成し、1993年2月20日にスハルト大統領により落成した。しかし、寺院は2006年のジャワ島中部地震において多大な損傷を被った。構造的被害は甚大であり、中央祠堂は最悪の被害を受けた。大きな破片が地面に散乱し、石材には亀裂が見つかった。中央祠堂が崩れないよう四隅に金属フレームの骨組みが立てられ、主祠堂を支えるために取り付けられた。数週間後に遺跡は訪問者のために再開されたが、2006年より主祠堂は安全上の理由で閉鎖されたままであった。その後、金属フレームは取り外され、現在、訪問者は主祠堂を参観し入場可能である。また、年中行事であるウェーサーカ祭（尼: Waisak）がセウ寺院において開催される。

## 構成

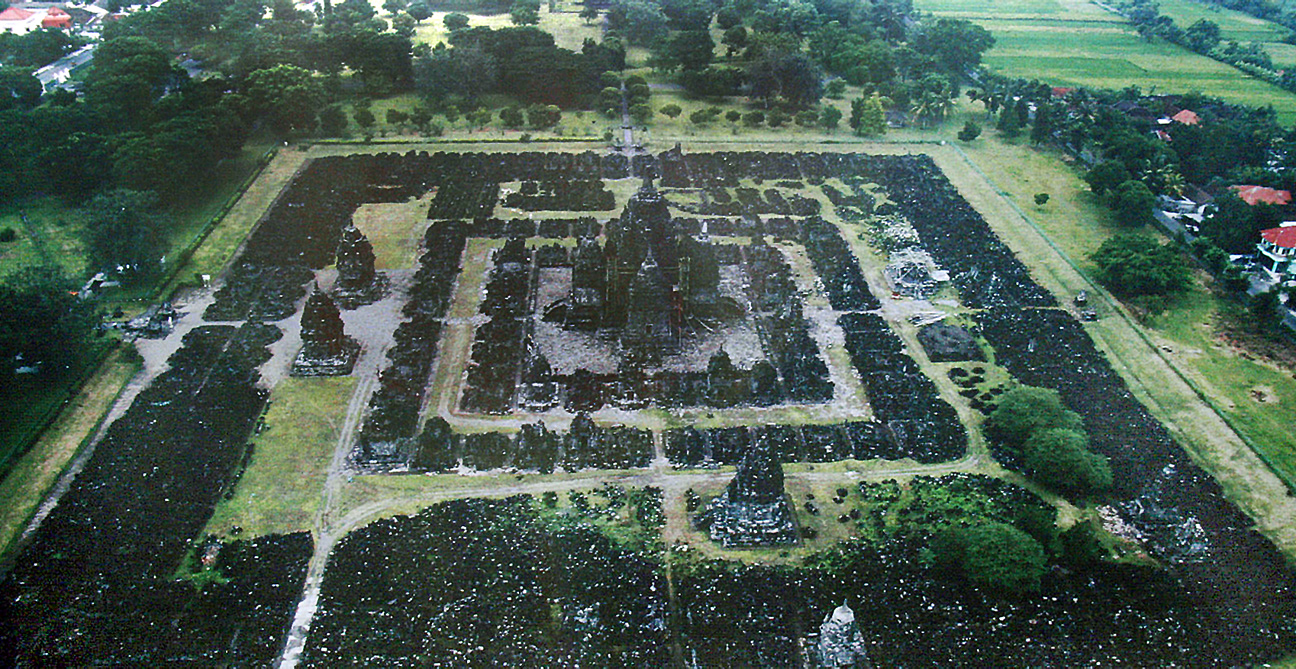
マンダラ様式のセウ寺院の俯瞰

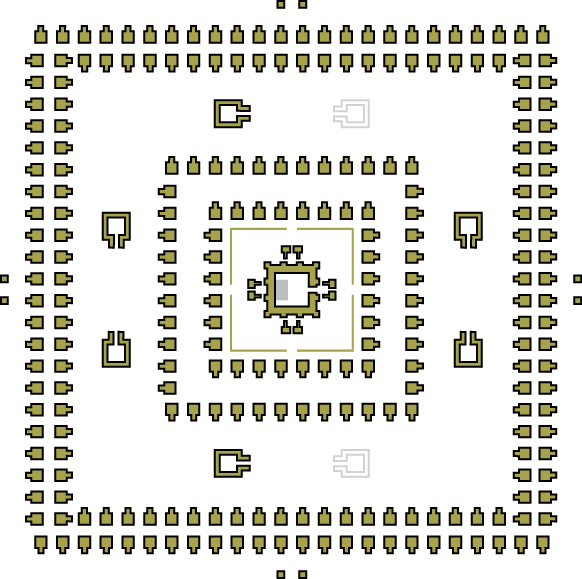
セウ寺院の配置図

セウ寺院群は、プランバナン地区最大の仏教複合体寺院であり、南北185メートル、東西165メートル（約187×171m）の方形の寺苑を持つ。その外側にあった約392×372メートルの周壁は消失しており、礎石の跡のみが残存する。四方位すべてに入口があるが、正面の入口は東側となる。それぞれの入口は2体の大きなドヴァーラパーラ像（高さ約2.5m〈2.3m〉）により守られており、これらの守門神像はよく保存されている。

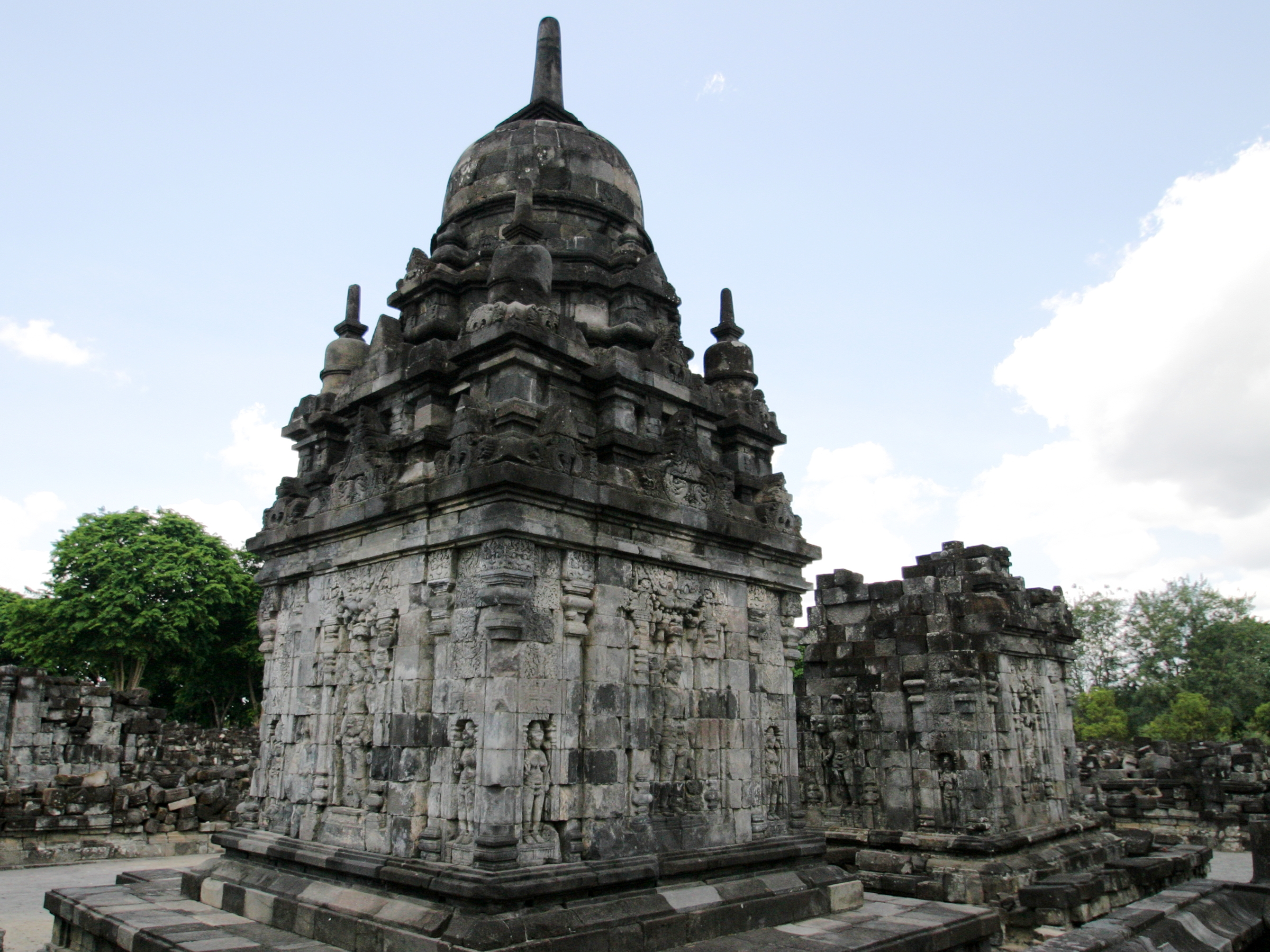
240基が配置されたプルワラ祠堂

複合体には249基の祠堂があり、主祠堂のある中央の中庭の周囲に、マンダラの様式により祠堂が配置されている。この構成は大乗仏教の宇宙観を表している。寺苑にある249基の祠堂はすべて方形の壁体により構築されていたが、方位により彫像やその向きが異なる。現在、仏像の多くは喪失しており、その配置もかつての方向と一致しないが、寺苑の祠堂からは少なくとも如来像46体、菩薩像4体、合計50体の仏像が確認されている。それらの彫像はボロブドゥールの仏像に相当するものであり、仏像が結ぶ印相により、東の阿閦如来（アクショーブヤ、Akshobhya）、西の阿弥陀如来（アミダーバ、Amitabha）、南の宝生如来（ラトナサンバヴァ、Ratnasambhava)、北の不空成就如来（アモーガシッディ、Amoghasiddhi）などが認められている。

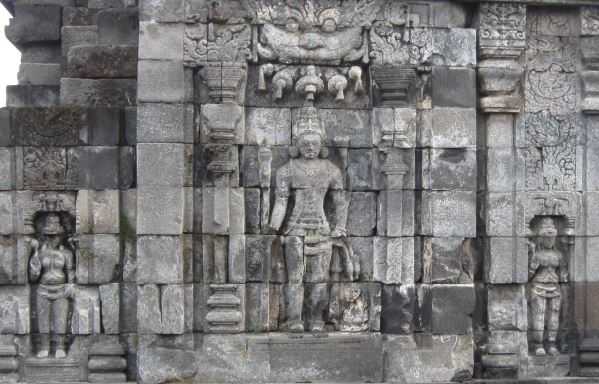
プルワラ祠堂の壁龕の菩薩 (Bodhisatwa) 立像

プルワラ祠堂
240基のプルワラ祠堂（チャンディ・プルワラ、尼: Candi Perwara）と称される小形の守護祠堂が、同様の意匠により四方位の同心状の4列に配置されている。それらの小祠堂は方形で、外壁面に立像が彫られた壁龕（仏龕）がある。外側の2列は緊密に配置された168基（第3列80基・第4列88基）の小祠堂からなり、内側の2列も一定の間隔で配置された72基（第1列28基・第2列44基）の祠堂により構成されている。第3列の小祠堂は中央内側を向くが、他の列の小祠堂は外側を向いており、これらの小祠堂が、多くの略奪を受けた大きな中央の聖域を取り囲み、その中庭（南北41メートル、東西40メートル）に主祠堂がある。

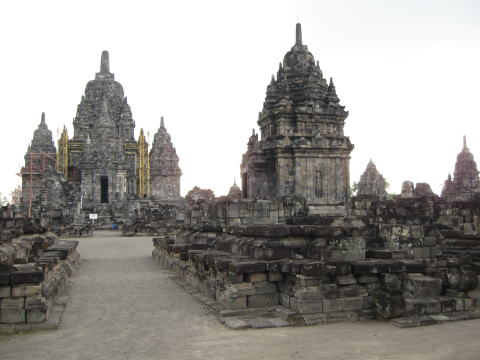
主祠堂（右）とアピット祠堂（左）

アピット祠堂
プルワラ小祠堂の第2列と第3列の間は25メートル開いている。そこに東西および南北軸に沿って、アピット祠堂（チャンディ・アピット、尼: Candi Apit、アピット〈Apit〉は「側面」〈英: flank〉の意）があり、四方位にそれぞれ一対となる合計8基が配置されており、一対の祠堂は互いに向かい合う。アピット祠堂の基壇は9.3メートル四方で、主祠堂に次いで2番目に大きな構造物であるが、今日、東側の2基と北側の1基が残存するのみである。

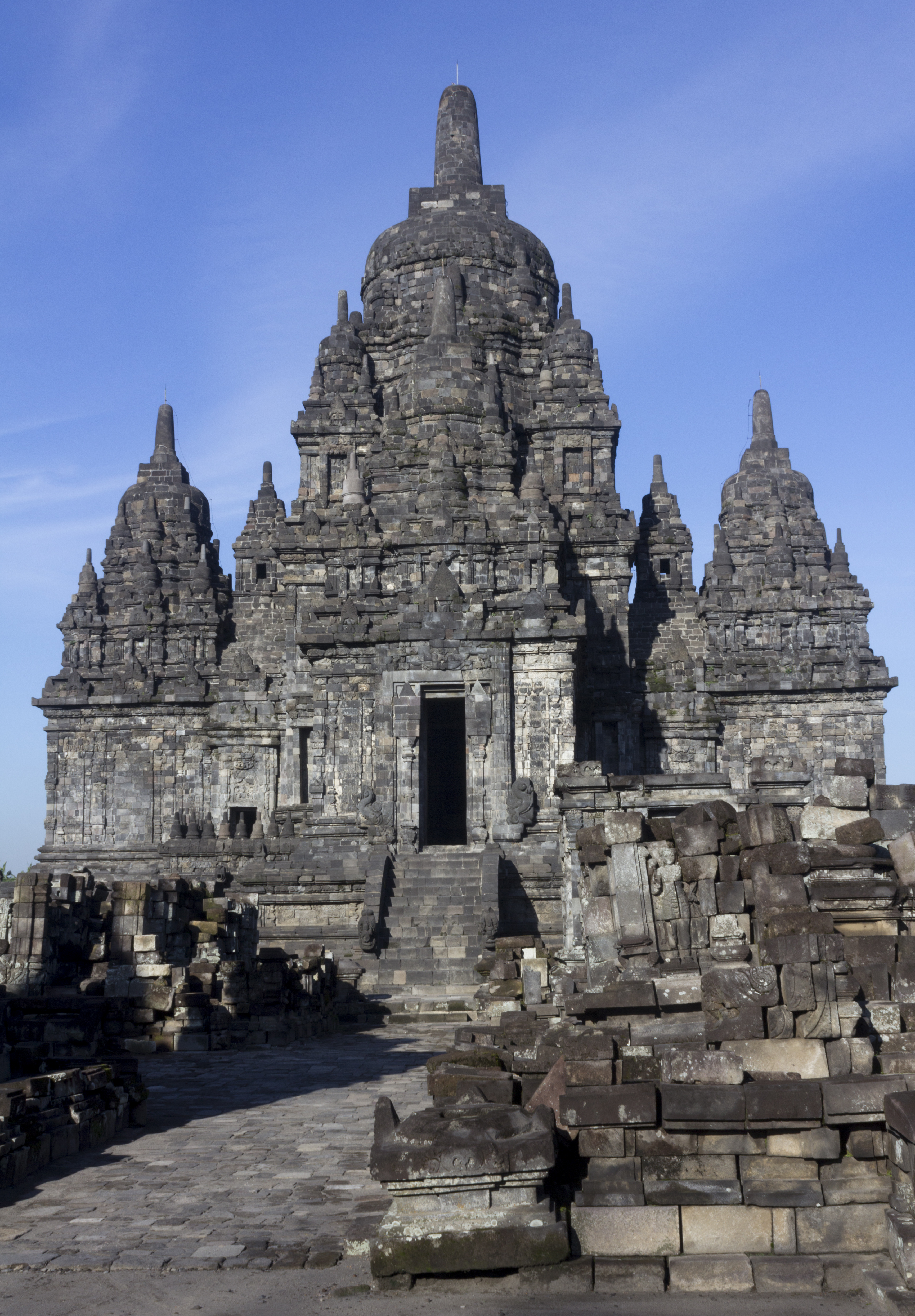
セウ寺院の主祠堂

主祠堂
主祠堂は、直径29メートル、高さは最大約30メートル（28.5m）で、すべて安山岩により構築されている。主祠堂の平面は十字形で曲折した20面の多角形となる。主祠堂の壁体中央の方形部は12メートル四方で、その四方位の各面外側に幅・奥行きともに7.8メートルの突出した4房の側室が十字形に配置され、それぞれに階段を備えた入口がある。側室内は4×3.5メートルで、それぞれ外側の欄干および中庭につながる。その主祠堂の中央に側室よりも大きな東西5.5メートル、南北5.9メートルの聖室（ガルバグリハ〈Garbhagriha〉）があり、東正面の側室より通じている。
この主祠堂の形態は、創建時おいては十字形ではなく、中央の内陣を備えた方形の祠堂の周囲に、4基の小祠堂が配されていたものと考えられる。それぞれの上部に仏塔（ストゥーパ）を冠した十字形として一体となる4房の側室は、プルワラ祠堂などとともに、8世紀末の増拡により改修されたものとされる。この内陣には東向きの台座が認められるのみであるが、主祠堂に安置された仏像はおそらく青銅製であったと考えられている。

### 関連寺院遺跡
近隣の寺院遺跡である東のガナ寺院（チャンディ・ガナ、尼: Candi Gana〈チャンディ・アスゥ、尼: Candi Asu〉）や南のブブラ寺院（チャンディ・ブブラ、尼: Candi Bubrah）は、マンジュスリグラ（梵: mañjuśrīgṛha）におけるより大規模な「ヴァーストゥ・プルシャ・マンダラ」(梵: vāstu-puruṣa-maṇḍala)複合体の一部であると考えられている。これらの寺院は、ともにセウ寺院主祠堂より約300メートルの位置にある。周囲の北と南にも主祠堂からほぼ同じ距離に発見された遺跡があるが、修復するにはあまりに石材が乏しい。しかし、これらの寺院はまさしくセウ寺院群の増拡において、主祠堂から約300メートルにある4つの前衛寺院が追加され、マンダラおよび方位の概念による守護が完成したことが示唆される。